# Dock Junction
Dock Junction é uma Região censo-designada localizada no estado americano de Geórgia, no Condado de Glynn.

## Demografia
Segundo o censo americano de 2000, a sua população era de 6951 habitantes.

## Geografia
De acordo com o United States Census Bureau tem uma área de
27,7 km², dos quais 24,7 km² cobertos por terra e 3,0 km² cobertos por água.

## Localidades na vizinhança
O diagrama seguinte representa as localidades num raio de 36 km ao redor de Dock Junction.